# Perdikkas II Macedoński
Perdikkas II (gr.Περδίκκας Β) – król Macedonii z rodu Argeadów. Dzięki zdolnościom dyplomatycznym i szybkim zmianom sojuszów potrafił zręcznie lawirować między Atenami a Spartą w czasach wojny peloponeskiej. Na czasy panowania Perdikkasa przypada początek wieloletniego kryzysu państwa, a także osłabienie władzy i wpływów macedońskich wśród królestw tzw. Górnej Macedonii.

Wojna peloponeska w roku 431

## Kwestia zdobycia władzy
Około roku 454 p.n.e. zginął Aleksander I (Kurcjusz VI 11, 26). Władzę po nim zgromadzenie Macedończyków powierzyło trzem najstarszym z jego synów, mając nadzieje na powstrzymanie w ten sposób ewentualnych walk o tron między o tron w łonie rodu. Jednak między rokiem 440 a 435 spory między braćmi przybrały na sile tak bardzo że zgromadzenie zdetronizowało dwóch najstarszych braci przekazując pełnię władzy najmłodszemu Perdikkasowi. Wybór Perdikkasa zaakceptował Alketas, jednak Filip zaczął spiskować przeciw bratu szukając poparcia w Atenach i Elimei, jednym z królestw górnej Macedonii. Inną wersję dziedziczenia przekazuje Platon według którego tron przypadł początkowo Alketasowi. Ten po sześciu latach panowania został zamordowany przez swojego bratanka Archelaosa (syna Perdikkasa).

## Panowanie Perdikkasa
Perdikkas od samego początku panowania musiał zmagać się z wrogami tak zewnętrznymi jak i wewnętrznymi. Jeszcze na za wspólnych rządów z braćmi uważany był za przyjaciela i sojusznika Aten. Zaczynał się w tym czasie ujawnić powolny upadek państwa gdyż Ateńczykom udało się podporządkować kilka greckich polis na macedońskim wybrzeżu które gwarantowały do tej pory niezależność macedońskiego eksportu. W 436 Ateńczycy zdobyli na trackich Edonach Amfipolis. Wzbudziło to zaniepokojenie Perdikkasa gdyż miasto to kontrolowało lądową drogę prowadzącą z Tracji do Macedonii. Przez nie płynął także handle tradycyjnymi produktami eksportowymi Macedonii tj. drewnem i zbożem. Od chwili przejęcia samodzielnych rządów Perdikkas musiał zmagać się z dążącym do przejęcia tronu Filipem oraz sprzymierzonym z nim królem Elimei Derdasem. W 435 Ateńczycy zawarli przymierze z Filipem i Derdasem. Przymierze miało charakter obronny i mówiło o pomocy Aten Filipowi i jego sprzymierzeńcom gdyby ich zaatakowano a także zobowiązywało załogi ateńskich okrętów do powstrzymywania się od łupieżczych wypraw na ziemie Filipa i jego sprzymierzeńców. Ateńczykom zależało na pozyskaniu Filipa i być może w przyszłości uczynieniu z niego marionetkowego króla Macedonii. Czując się coraz bardziej zagrożonym Perdikkas namawiał Spartan do wojny z Atenami, a Korynt do wywołania powstania przeciw Atenom w Potidai. Zabiegał także by do ewentualnego buntu Potidai przyłączyli się mieszkańcy Chalkidyki i Bottiai. Chalkidyjczykom zamieszkującym małe miejscowości nadbrzeżne poradził by przenieśli się do położonego w głębi lądu Olintu. Tym dla których zabrakłoby miejsca w mieście zaproponował ziemie nad jeziorem Bolbe. Gdy Ateńczycy przybyli by zdobyć nieposłuszną im Potidaję (siły ich liczył 1 tys. hoplitów i 30 okrętów) zastali cały kraj ogarnięty powstaniem. Dowódcy ateńscy zrozumieli że z posiadanymi siłami nie zdołają walczyć z Perdikkasem i jednocześnie stłumić buntu. Ateńczycy postanowili więc zając się najpierw Perdikkasem. Siły ich zdobyły miasto Terme a z głębi lądu wspomagali ich Filip i Derdas. Gdy do Aten doszła wieść o buncie miast chalkidyckich zgromadzenie postanowiło wysłać 40 okrętów wraz z 2 tys. hoplitów by pomogły w zgnieceniu rebelii. Gdy Ateńczycy przybyli na północ zastali pierwszą ekspedycję w trakcie oblegania Pydny w tym samym jednak czasie do Patidai przybyło 2 tys. ochotników peloponeskich. Zaniepokojeni przybyciem posiłków dla miasta Ateńczycy zmuszeni zostali do zawarcia przymierza z Perdikkasem który zagwarantował im bezpieczny powrót lądową drogą spod Pydny do ich bazy w Therme. 

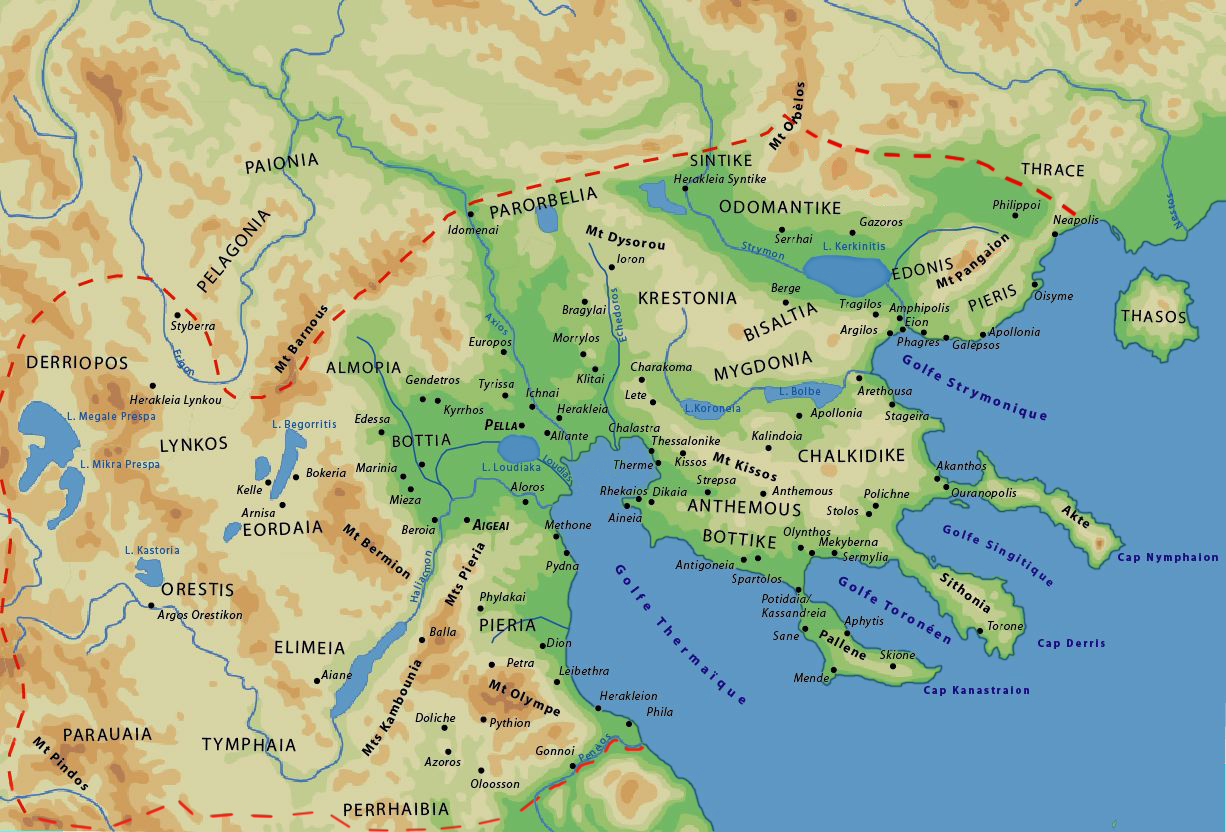
Macedonia Nizinna i Górna oraz Chalkidyka

Jednak w czasie przemarszu Ateńczycy zaatakowali kilka miejscowości macedońskich co Perdikkas uznał za złamanie przymierza i ponownie przeszedł na stronę powstańców. Wyruszając pozostawił swojego małego synka Archelaosa pod opieką swojego krewnego Jolaosa, któremu także powierzył pieczę nad królestwem. W roku 
432 do Aten przyłączyła się Pydna, miasto położone niebezpiecznie blisko Ajgaj, stolicy Macedonii. W 431 Perdikkas zawarł przymierze z Atenami które w zamian oddały mu Terme. Rok 430 przyniósł upadek oblężonej przez Ateńczyków Potidai z której wygnano mieszkańców a na ich miejsce osiedlono Ateńczyków. Jesienią 429 roku na pomoc w tłumieniu powstania w Chalkidyce przybył tracki król Sitakles. Wcześniej Sitakles zawarł przymierze z Atenami a także z Perdikkasem w którym zobowiązał się, że nie będzie próbował osadzić na tronie brata Perdikkasa, Filipa. Perdikkas nie dotrzymał jednak swojej części umowy i również na niego wyprawił się Sitakles zabierając ze sobą Amyntasa syna Filipa by osadzić go na tronie. Macedończycy schronili się w nielicznych obwarowanych miastach choć z początku próbowali walczyć z najazdem (i to początkowo z powodzeniem) z pomocą swojej ciężkiej jazdy, musieli jednak ustąpić przed liczebną przewaga nieprzyjaciela. Trakowie grabili Macedonię i Chalkidykę czekając na obiecane wsparcie Ateńskiej floty, Ateńczycy natomiast nie chcąc mieć za sąsiada tak potężnego państwa i bojąc się, że Sitakles zagarnie także ich ziemie powstrzymali się od wszelkich działań. Zmuszony brakiem zaopatrzenia dla swojej armii i nadchodzącą zimą Sitakles wycofał się. Być może decyzję o wycofaniu się przyśpieszyły namowy jego siostrzeńca Seutesa któremu Perdikkas dał za żonę swoją siostrę Stratonikę. W 429 roku Perdikkas (choć oficjalnie pozostawał sprzymierzeńcem Aten) wysłał w tajemnicy tysiąc Macedończyków na pomoc wojskom Sparty walczącymi ze sprzymierzoną z Atenami Akarnanią. Macedończycy nie zdążyli wziąć udziału w walce ale gest Perdikkasa został zapamiętany przez Spartan. W 425 na wezwanie Perdikkasa i chalkidyckich powstańców Sparta przysłała 1,7 tys. hoplitów pod dowództwem Brazydasa na co Ateny zareagowały zerwaniem przymierza z Macedonią. Perdikkas poprowadził Spartan do Linkos chcąc dzięki nim podporządkować sobie jego króla Arrabajosa. Brazydas zajął jednak pozycję arbitra między królami a jego werdykt który według Perdikkasa zbyt faworyzował Arraboajosa zaowocował zmniejszeniem macedońskiego zaopatrzenia dla spartańskiej armii. Niemniej jednak Perdikkas wspomógł Spartan w zajęciu części ziem na wschód od Amfipolis, a w roku 423 udało mu się przekonać Brazydasa do zaatakowania Linkos. Po początkowych sukcesach nadeszła klęska gdy macedońskie oddziały na wieść o połączeniu się wojsk Arybbajosa z Ilirami rzuciły się do ucieczki. Klęska zakończyła przymierze macedońsko-spartańskie, a Perdikkas został zmuszony do szukania opieki u Ateńczyków którzy w zamian za sojusz kazali sobie słono zapłacić. W roku 418 sprzymierzył się z koalicją tworzoną przez Argos, Spartę i Chalkidyjczyków. Nie udało mi się jednak uzyskać od nowych sojuszników żadnej pomocy. W ramach zemsty za zdradę Ateńczycy blokowali macedoński handel i najeżdżali nadbrzeżne krainy Macedonii. Nie mając innego wyjścia Perdikkas ponownie sprzymierzył się z Ateńczykami i pod ich rozkazami w 413 służył w jeździe podczas ataku na Amfipolis. Zmarł następnego roku z przyczyn naturalnych.